# 松方正雄

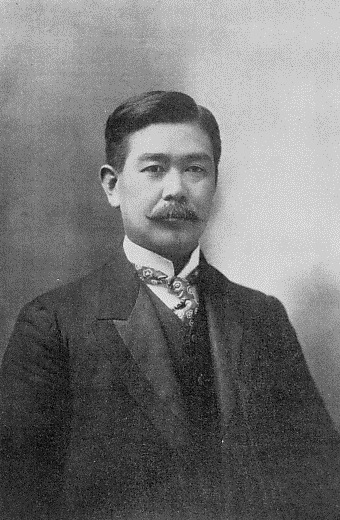
松方正雄

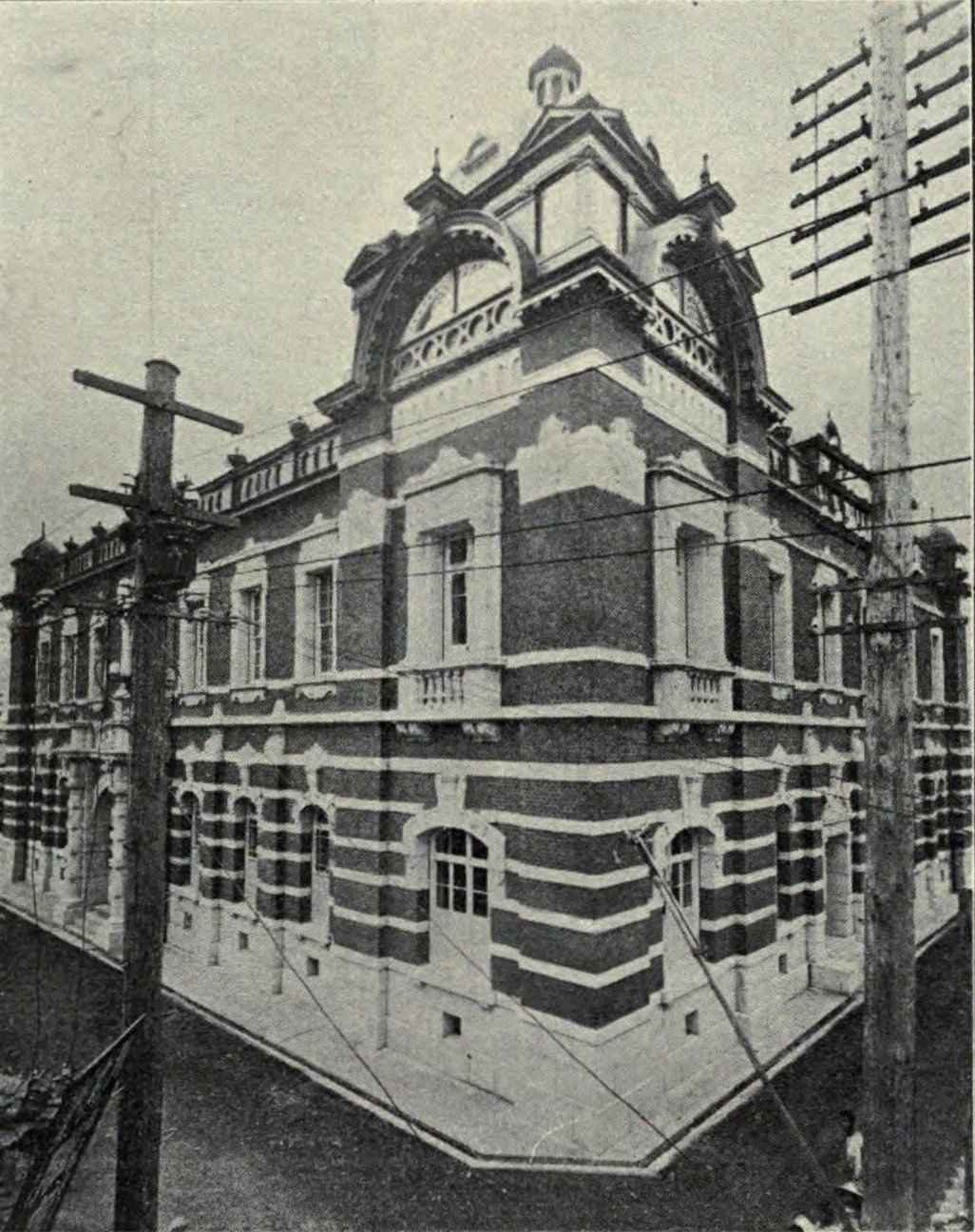
浪速銀行

松方 正雄（まつかた まさお、1868年6月26日（慶応4年5月7日） - 1942年（昭和17年）3月25日）は、鹿児島県出身の実業家。父は松方正義で四男。浪速銀行頭取、共同火災保険取締役、豊川鉄道監査役、阪神電鉄社長などを歴任。

## 経歴
1878年に父の従兄・松方勇助の養嫡子となり、学習院大学、東京大学を経て英国留学。
アメリカのペンシルベニア大学時代は野球とアメリカンフットボールのレギュラー選手で、帰国してからは関西財界で活躍した。
1935年に大阪タイガースの初代取締役に就任し、東京巨人軍を越えるチームにするために力を注ぎ、タイガースの基礎を築き上げている。また、戦前のタイガース対阪急軍の試合を「関西の早慶戦」と名付け、関西地区の名物カードとして定着させた。
日本職業野球連盟が創立されると安藤信昭と共に副総裁へ就任し、草創期のプロ野球発展に尽力した。
1986年に野球殿堂入り。

## 家族
- 父・松方正義
- 母・マス（益子、1880-1911） ‐ 河原要一の長女。二男一女を儲けた。[1]。
- 長男・松方義雄 ‐ 大同生命保険役員。妻の久子は秀英舎創業者の保田久成の孫で同じく佐久間貞一の養孫。[4]